# 陈浩南 (辽宁)
陈浩南，中华人民共和国政治人物、全国脱贫攻坚先进个人。

## 生平
陈浩南任建昌县老大杖子乡杏花村第一书记，沈阳航空航天大学党政办公室机要员。因在脱贫攻坚战中作出突出贡献，2021年2月25日全国脱贫攻坚总结表彰大会上，陈浩南被授予“全国脱贫攻坚先进个人”。